# Боргето ди Вара
Боргѐто ди Ва̀ра (на италиански: Borghetto di Vara, на местен диалект u Burgétu, у Бурджету) е село и община в северозападна Италия, провинция Специя, регион Лигурия. Разположено е на 104 m надморска височина. Населението на общината е 992 души (към 2011 г.).